# (862) Franzia
(862) Franzia ist ein Asteroid des Hauptgürtels, der am 28. Januar 1917 vom deutschen Astronomen Max Wolf in Heidelberg entdeckt wurde.
Der Asteroid ist nach Franz Wolf, dem Sohn des Entdeckers benannt.